# Hollyvilla
Hollyvilla är en ort i Jefferson County i delstaten Kentucky, USA. År 2000 hade orten 481 invånare. Den har enligt United States Census Bureau en area på 0,9 km², allt är land.